# Elymana emarginata
Elymana emarginata är en insektsart som beskrevs av David D. Gillette och Baker 1895. Elymana emarginata ingår i släktet Elymana och familjen dvärgstritar. Inga underarter finns listade i Catalogue of Life.